# Else Rambausek

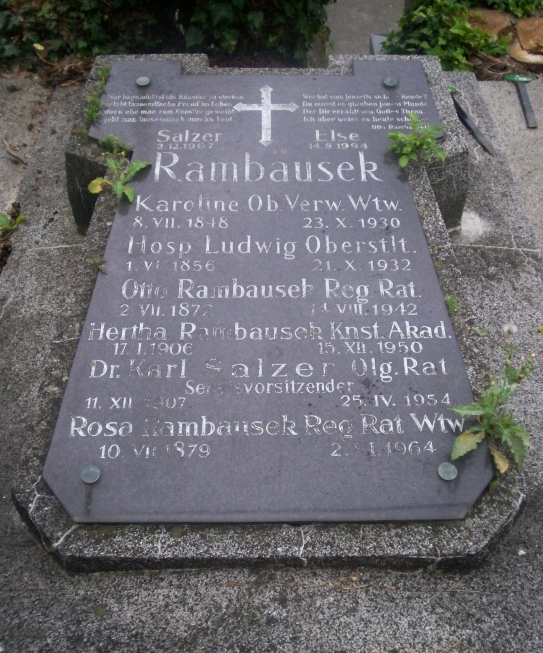
Else Rambausek Grabplatte

Else Rambausek, verheiratet Else Rambausek-Salzer (* 2. Dezember 1907 in Purkersdorf; † 14. August 1994 in Wien) war eine österreichische Schauspielerin und Sängerin.
Nach dem Besuch eines Lyzeums absolvierte sie die Akademie für Musik und darstellende Kunst in Wien. Sie wirkte an verschiedenen Theatern (z. B. am Fürstlich Reussischen Theater in Gera bei Walter Bruno Iltz) und Revue-Theatern vor allem in Wiener Operetten und Singspielen mit. Auch als Sängerin, besonders als Interpretin des Wienerliedes machte sie sich einen Namen. Als 1945 das Raimundtheater mit dem Singspiel Das Dreimäderlhaus wieder in Betrieb genommen wurde, gehörte sie zu den Darstellern.
Auch an der Löwinger-Bühne war die Volksschauspielerin Else Rambausek zu sehen oder 1959 bei den Seefestspielen Mörbisch als Fürstin Bocena in der Operette Gräfin Mariza. Sie agierte aber auch in Schauspielaufführungen wie 1964 in Die Dreigroschenoper am Theater an der Wien als Celia Peachum. Außerdem arbeitete sie für den Rundfunk.
Seit 1951 übernahm sie Nebenrollen in den typischen Heimatfilmen, Musikfilmen und Filmkomödien der Zeit. Sie verkörperte in diesen Streifen meist etwas einfältige Haushälterinnen oder andere wenig ernst zu nehmende Frauenspersonen. Rambausek war mit Karl Salzer verheiratet. In der ZDF Sendung Aktenzeichen XY ungelöst vom 5. Dezember 1975 war Rambausek als Lilly Häuser, genannt Zuckerl-Lilly zu sehen, die in der Porzellangasse in Wien ein Discount-Geschäft für Elektroartikel und Haushaltswaren betrieb und die am 28. August 1975 Opfer eines Raubmordes wurde. 
Else Rambausek ist auf dem Friedhof in Purkersdorf beerdigt.

## Filmografie (Auswahl)
- 1951: Das Herz einer Frau
- 1952: Saison in Salzburg
- 1952: Die Wirtin von Maria Wörth
- 1952: Hannerl
- 1954: Die Perle von Tokay
- 1954: Wenn du noch eine Mutter hast (Das Licht der Liebe)
- 1955: An der schönen blauen Donau
- 1956: Rosmarie kommt aus Wildwest
- 1956: Die Magd von Heiligenblut
- 1957: Wie schön, daß es dich gibt
- 1958: Gefährdete Mädchen
- 1958: Hallo Taxi
- 1958: Heiratskandidaten
- 1958: Man ist nur zweimal jung
- 1958: Das Dreimäderlhaus
- 1959: Herrn Josefs letzte Liebe
- 1960: Kein Mann zum Heiraten
- 1960: Meine Nichte tut das nicht
- 1960: Das Dorf ohne Moral
- 1961: Eduard III
- 1961: Saison in Salzburg
- 1961: Vor Jungfrauen wird gewarnt
- 1962: Hochzeitsnacht im Paradies
- 1966: Der Kongreß amüsiert sich
- 1967: Wiener Schnitzel
- 1968: s’  Wiesnhendel
- 1971: Der Prokurator oder Die Liebe der schönen Bianca